# Мърводол
Мърводол е село в Югозападна България. То се намира в община Невестино, област Кюстендил.

## География
Разположено е в южните склонове на местността Разметаница, на около 2 км от левия бряг на река Струма на 3 км от шосето Кюстендил - Дупница. Отстои на 5,686 км от село Невестино на 19.319 км от гр.Кюстендил и на 60,018 км от гр.София. Състои с от център и две махали. Купно село.

## Население
- 1880 г. – 232 жители
- 1900 г. – 382 жители
- 1926 г. – 668 жители
- 1934 г. – 742 жители
- 1946 г. – 801 жители
- 1956 г. – 759 жители
- 1965 г. – 428 жители
- 1975 г. – 225 жители
- 1978 г. – 202 жители
- 1984 г. – 131 жители
- 2008 г. – 61 жители

Численост и дял на етническите групи според преброяването на населението през 2011 г.:
|                     | Численост | Дял (в %) |
| Общо                | 53        | 100,00    |
| Българи             | 53        | 100,00    |
| Турци               | 0         | 0,00      |
| Цигани              | 0         | 0,00      |
| Други               | 0         | 0,00      |
| Не се самоопределят | 0         | 0,00      |
| Неотговорили        | 0         | 0,00      |

## Историческо развитие
Няма запазени писмени сведения за периода на неговото възникване. За първи път се споменава в турски регистър от 1576 година. На 1,5 км южно от селото, в местността „Извора“ има запазени останки от средновековната църква „Св. св. Козма и Дамян“ от XIV век, с два стенописни слоя от XIV и XVI век. Следи от антични крепости има на 1.32 км югоизточно от селото, на връх "Нечуй Глас", и на 0.81 км югозападно от центъра на селото. В землището са намерени находки от меднокорубести монети от XII и XIII век.
в края на XIX век землището е 3807 дка (1991 дка ниви, 404 дка естествени ливади, 292 дка гори, 117 дка лозя и др.). Основен поминък са замеделието и овцевъдството. Създават се училище (1890), читалище „Хр. Ботев“ (1928) и потребителна кооперация (1941).
През 1956 г. е учредено ТКЗС „Любен Шилегарски“, което от 1979 г. е включено в състава на АПК „Струма“ – с.Невестино.
Построена е пощенска станция (1959) и нова училищна сграда (1963).
Селото е електрифицирано (1958), водоснабдено, асфалнтирани са част от улиците, площадът и отклонението от шосето Кюстендил - Дупница (1972).
Активни миграционни процеси.
Перспективите за развитие на селото са свързани със земеделието, пасищното животновъдство и развитието на селски, културен и църковен туризъм.

## Исторически, културни и природни забележителности
- Средновековна църква „Свети Свети Козма и Дамян“, построена през втората половина на XIV век, обявена за паметник на културата от национално значение (ДВ, бр.38 от 06.05.1972 г.)

## Известни личности
Костадин Станкев Спасов (1926 – 1983) – герой на социалистическия труд, директор на Оловно-цинков завод – гр. Кърджали, изобретател и рационализатор.